# Chromolaena odorata
Chromolaena odorata é uma espécie tropical e subtropical de arbusto florido da família das asteráceas (Asteraceae). É nativo das Américas, desde a Flórida e Texas nos Estados Unidos ao sul, passando pelo México e Caribe até a América do Sul. Foi introduzido na Ásia tropical, África Ocidental e partes da Austrália. Consta na vigésima terceiro lugar na lista de 100 das espécies exóticas invasoras mais daninhas do mundo.

## Descrição
A Chromolaena odorata é uma erva perene de rápido crescimento. É um arbusto de vários caules que cresce até 2,5 metros de altura em áreas abertas. Tem caules macios, mas a base do arbusto é lenhosa. Em áreas sombreadas torna-se estiolada e comporta-se como uma trepadeira, crescendo sobre outras vegetações. Pode então atingir até 10 metros de altura. A planta é peluda e glandular e as folhas exalam odor pungente e aromático quando esmagadas. As folhas são opostas, triangulares a elípticas com bordas serrilhadas. As folhas têm 4-10 centímetros de comprimento por 1-5 centímetros de largura. Os pecíolos das folhas são 1-4 centímetros de comprimento. As flores tubulares (brancas a rosa pálido) estão em panículas de 10 a 35 flores que se formam nas extremidades dos ramos. As sementes são aquênios e são um pouco peludas. Eles são espalhados principalmente pelo vento, mas também podem se agarrar a peles, roupas e máquinas, permitindo a dispersão a longa distância. A produção de sementes é de cerca de 80 a 90 mil por planta. As sementes precisam de luz para germinar. Pode se regenerar a partir das raízes. Em condições favoráveis, pode crescer mais de três centímetros por dia.

## Classificação
Foi anteriormente classificado taxonomicamente sob o gênero Eupatorium, mas agora é considerado mais próximo de outros gêneros da tribo Eupatorieae.

## Usos
Uma revisão recente indica que a importância etnofarmacológica, fungicida e nematicida da planta e seu uso como espécie de pousio e planta de melhoria da fertilidade do solo no sistema de rotação de queimadas e queimadas da agricultura contribuiu para seu uso contínuo e disseminação na Nigéria.

## Espécie invasiva

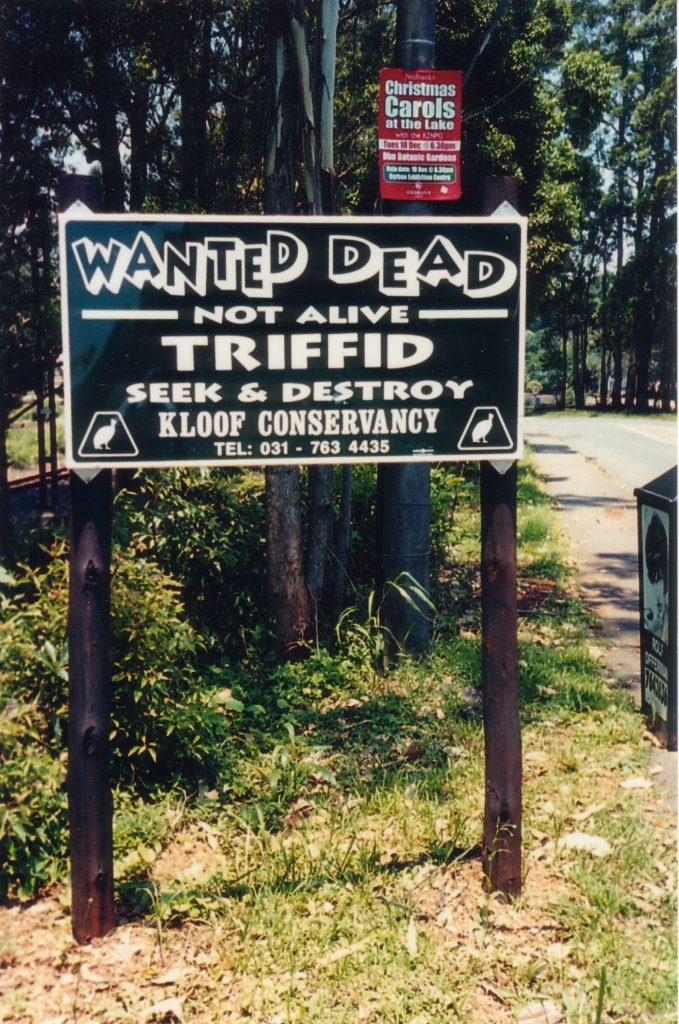
Sinal em Kloof incentivando a eliminação de Chromolaena odorata

A Chromolaena odorata é considerada erva daninha invasora de culturas de campo e ambientes naturais em sua faixa introduzida. Tem sido relatado como sendo a espécie invasora mais problemática dentro das florestas tropicais protegidas na África Na África Ocidental impede a regeneração de espécies de árvores em áreas de cultivo itinerante. Afeta a diversidade de espécies na África Austral. A inflamabilidade da planta afeta as bordas da floresta. No Seri Lanca é uma erva daninha importante em áreas perturbadas e plantações de coco.

## Controle
O controle biológico com um artídeo desfolhante foi tentado na década de 1970. Um estudo piloto na região de Axante, em Gana, introduziu a mariposa Pareuchaetes pseudoinsulata com algum efeito. Um apelo renovado para um esforço coordenado de controle biológico na Nigéria foi feito em 2014, para tentar trazer a planta de volta ao equilíbrio ecológico. Na Austrália, foi iniciado um programa sistemático de erradicação com herbicidas. A mosca tefritídeo Cecidochares connexa foi introduzida em Guame da Indonésia em 1998 e está espalhada por toda a ilha. A Chromolaena odorata forma galhas ao redor das larvas da mosca que se tornam um sumidouro de nutrientes que desvia a energia do crescimento da planta para fornecer tecido nutritivo ao longo das paredes da câmara larval. Entre 1 e 7 larvas podem ser encontradas em cada galha.

## História da introdução
No século XIX, a Chromolaena odorata escapou dos jardins botânicos de Daca (Índia), Java (Indonésia) e Peradenia (Seri Lanca). Na África Ocidental, a planta foi acidentalmente introduzida com sementes florestais. Foi introduzido como ornamental na África Austral e foi introduzido na Costa do Marfim em 1952 para controlar as gramíneas Imperata. Foi encontrado pela primeira vez em Queenslândia, Austrália, em 1994 e talvez tenha sido introduzido com sementes de pastagens estrangeiras. No estado de Querala, no sul da Índia, foi introduzida na década de 1950, época em que os comunistas formaram um governo. Também foi encontrada no lado leste da ilha Havaí no início de 2021.

## Toxicidade
A Chromolaena odorata contém alcaloides pirrolizidínicos cancerígenos. É tóxica para o gado. Também pode causar reações alérgicas. Pesquisas recentes mostraram que a planta é larvicida contra todos os principais mosquitos vetores.